# Réginald-Ferdinand Poswick
Pour les autres membres de la famille, voir Famille Poswick.
 (février 2021).
La mise en forme du texte ne suit pas les recommandations de Wikipédia : il faut le « wikifier ».
Les points d'amélioration suivants sont les cas les plus fréquents. Le détail des points à revoir est peut-être précisé sur la page de discussion.
- Les titres sont pré-formatés par le logiciel. Ils ne sont ni en capitales, ni en gras.
- Le texte ne doit pas être écrit en capitales (les noms de famille non plus), ni en gras, ni en italique, ni en « petit »…
- Le gras n'est utilisé que pour surligner le titre de l'article dans l'introduction, une seule fois.
- L'italique est rarement utilisé : mots en langue étrangère, titres d'œuvres, noms de bateaux, etc.
- Les citations ne sont pas en italique mais en corps de texte normal. Elles sont entourées par des guillemets français : « et ».
- Les listes à puces sont à éviter, des paragraphes rédigés étant largement préférés. Les tableaux sont à réserver à la présentation de données structurées (résultats, etc.).
- Les appels de note de bas de page (petits chiffres en exposant, introduits par l'outil «  Source ») sont à placer entre la fin de phrase et le point final[comme ça].
- Les liens internes (vers d'autres articles de Wikipédia) sont à choisir avec parcimonie. Créez des liens vers des articles approfondissant le sujet. Les termes génériques sans rapport avec le sujet sont à éviter, ainsi que les répétitions de liens vers un même terme.
- Les liens externes sont à placer uniquement dans une section « Liens externes », à la fin de l'article. Ces liens sont à choisir avec parcimonie suivant les règles définies. Si un lien sert de source à l'article, son insertion dans le texte est à faire par les notes de bas de page.
- La présentation des références doit suivre les conventions bibliographiques. Il est recommandé d'utiliser les modèles {{Ouvrage}}, {{Chapitre}}, {{Article}}, {{Lien web}} et/ou {{Bibliographie}}. Le mode d'édition visuel peut mettre en forme automatiquement les références.
- Insérer une infobox (cadre d'informations à droite) n'est pas obligatoire pour parachever la mise en page.

Pour une aide détaillée, merci de consulter Aide:Wikification.
Si vous pensez que ces points ont été résolus, vous pouvez retirer ce bandeau et améliorer la mise en forme d'un autre article.
 (février 2021).
Si vous disposez d'ouvrages ou d'articles de référence ou si vous connaissez des sites web de qualité traitant du thème abordé ici, merci de compléter l'article en donnant les références utiles à sa vérifiabilité et en les liant à la section « Notes et références ».
 (21 juin 2021).
- Si vous ne connaissez pas le sujet, laissez ce bandeau (vous pouvez alors contacter les auteurs).
- Si vous supprimez le contenu mis en cause (vous pouvez préalablement contacter les auteurs),

argumentez précisément cette suppression dans la page de discussion
(un manque de référence n'est pas un argument ; une recherche réelle de référence doit avoir été effectuée, être formellement documentée).
Réginald-Ferdinand Poswick, né le 4 janvier 1937 à Bruxelles (Belgique), est un moine bénédictin de l'abbaye de Maredsous (Belgique) depuis 1955,,,.
Théologien, bibliste, informaticien et publiciste polygraphe, il est, avec les collaborateurs qui l'ont entouré et la création d'un “Centre Informatique et Bible” à Maredsous (Belgique), un pionnier de l'application de l'informatique au domaine biblique et au domaine textuel en général (archives, bibliothèques, documents, etc).

## Biographie

### Les débuts

#### Premières années
Réginald, Ferdinand, Pierre, Marie, Ghislain, Jean l'Agneau, Baron Poswick est le second fils de Prosper Poswick et de Geneviève (Féfette) de Dieudonné de Corbeek-loo, né à Bruxelles (St-Gilles) le 4 janvier 1937.
Avec ses parents diplomates, il réside de 1939 à 1945 en Égypte, au Liban et en Turquie avant de rentrer en Belgique où il fait une année de d'études au Collège Saint-Pierre à Uccle avant d'être mis en pension à l'École abbatiale de Maredsous dont le Recteur est, à l'époque, Dom Bernard de Géradon, grand ami d'enfance de Prosper Poswick alors nommé secrétaire à la Légation de Belgique de La Haye (Hollande). Prosper Poswick sera, durant 11 années (1957-1968), ambassadeur de Belgique près le Saint-Siège. Réginald Poswick fait toutes ses humanités à l’École abbatiale de Maredsous (1946-1954). Puis, après une année de Philosophie à l'Institut Saint-Louis à Bruxelles, il devient moine à l'Abbaye de Maredsous où il prend l'habit en novembre 1955.

#### Formation
Il fait profession monastique en février 1957 et commence alors un cycle d'études supérieures (philosophie et théologie) chez les dominicains du Saulchoir (Corbeil, Paris), à Maredsous et au Collège bénédictin de Saint-Anselme à Rome où il fait sa licence en Théologie en 1964-1965. Ces études sont interrompues en 1958-1959 pour un service militaire comme infirmier-brancardier.
Rentré à Maredsous, il est nommé surveillant, professeur et économe à l'École abbatiale de Maredsous pour les années scolaires 1965-1966 et 1966-1967.

#### Aggiornamento monastique
Il participe alors activement à ce qui deviendra la fondation du monastère bénédictin de Quévy-le-Grand (près de Mons) tout en se spécialisant dans le domaine de l'édition biblique avec la réalisation du Lexique de la nouvelle édition de la Bible de Maredsous (1968) et la mise à jour du texte et des notes de plusieurs des livres des Petits Prophètes pour cette édition, des travaux qu'il mène à bien au cours d'un long séjour au Prieuré de Moustier-en-Fagne (Avesne).

#### Premières applications de l'informatique à la Bible
À Quévy, outre la direction de la construction du nouveau monastère (inauguré en 1971), il devient responsable de la création d'une Table analytique de toute la Bible qui sera publiée sous le titre de Table Pastorale de la Bible en février 1974. Pour finaliser ce travail avec les Frères de Maredsous  vivant à Quévy et les Sœurs Bénédictines installées à Blaregnies, la décision se prendra de recourir à l'informatique. Avec son confrère, le Fr. Éric de Borchgrave, le Fr. R.-Ferdinand Poswick (il a reçu le nom monastique de Frère Ferdinand) suit alors le cycle de formation d'analyste et de programmeur chez IBM-Belgium à Bruxelles (diplôme d'analyste et programmeur en novembre 1971). Les applications informatiques se font alors sur les puissants ordinateurs (IBM/360 puis IBM/370) du Centre de Traitement Informatique (CTI) de la Caisse Générale d'Épargne et de Retraite (CGER) à Bruxelles, un soutien et une collaboration qui se poursuivront jusque dans les années 1990.
Le noyau de l'équipe qui travaille à cette réalisation rentre à Maredsous après la démission de l'Abbé Olivier du Roy, en mars 1973.

### La carrière d'un “business-moine”[10]

#### Naissance d'un Centre “Informatique & Bible” à Maredsous
Après la publication de la Table Pastorale de la Bible, un projet important de Concordance multilingue sera signé avec les Éditions Brepols en 1975. Des collaborateurs laïcs sont engagés et les travaux d'enregistrement et de gestion de nombreux textes de la Bible sont entrepris jusqu'au moment où les Éditions Brepols, suivies par l'Abbaye de Maredsous, renoncent à ce projet (investissement sur le long terme) et poussent l'équipe de biblistes, linguistes et informaticiens à sortir des productions plus immédiatement monnayables: Bible de Maredsous (format « promotion), Concordance de la Bible de Jérusalem, collaboration pour les Commentaires chrétiens à L'Univers de la Bible d'André Chouraqui, Dictionnaire Encyclopédique de la Bible, etc.
Dès 1980, une Association sans but lucratif, sous le nom de Promotion Biblique et Informatique (ProBi) est créée par Paul et Monique Maskens pour rendre ces travaux informatiques et bibliques indépendants de l'asbl Abbaye de Maredsous et permettre le développement de ce qui ressemblait à une start-up du domaine éditorial dont le Fr. R.-Ferdinand Poswick était le Directeur.
Cette équipe occupera d'abord le cinquième et le sixième étages de la bibliothèque de Maredsous. Elle s'installera, à partir de 1984 (avec plus de 25 collaborateurs), dans les locaux, alors abandonnés, de l'ancienne École de Métiers d'Art.
Une Association Internationale et Bible Informatique (AIBI) est créée en 1982.
En 1984, le Fr. R-Ferdinand Poswick devient membre du directorat de la Fédération Biblique Catholique (en) (FBC).
En 1985 se tient à Louvain-la-Neuve, la première des 8 conférences internationales qui seront organisées sous le label et à l'initiative de l'AIBI.
En 1991, et jusqu'à sa fusion avec UNDA sous le sigle de SIGNIS en 2001, le  Fr. R.-Ferdinand Poswick devient membre du Directorat de l'OCIC (Association Catholique internationale responsable des Médias).

#### Extension de l'application de l'informatique au domaine textuel et au-delà
Un essai de création d'une forme entrepreneuriale de ces activités avec la création de la Société Anonyme EDELIN (Édition Électronique Internationale), entre 1984 et 1988, devra être interrompue pour revenir à une gestion plus limitée dans le cadre de l'asbl qui prendra bientôt le nom d'Informatique & Bible (I&B), employant moins d'une dizaine de personnes pour différentes réalisations au service des Bibliothèques, des Paroisses, puis des Congrégations religieuses (voire pour la réalisation d'analyse d'informatisation, comme celle de la Secrétairerie d'État du Vatican en 1984 ou la création de Bases de données hors des domaines religieux, comme celle de l'ensemble des discours du Roi Baudouin en 1998).
L'abbaye de Maredsous ayant souhaité récupérer les locaux de l'ancienne École de Métiers d'Art pour y installer son accueil touristique, l'équipe d'I&B déménage en 1994 vers les bâtiments d'Emmaüs à l'extrémité Sud du site de Maredsous. L'équipe dirigée par le Fr. R.-Ferdinand Poswick y développera ses projets, de plus en plus consacrés à la réalisation de Bases de données et de publications pour différentes Congrégations religieuses, jusqu'en 2007, date à laquelle, le Collège Saint-Benoît prendra possession de ce bâtiment pour y installer un Internat pour des filles.
I&B s'installera alors (2007) dans l'ancien pavillon à l'entrée du site de Maredsous, peu après avoir tenté de pérenniser ses travaux d'archivistique par la création, sur le site de Maredsous, d'une société anonyme sous le nom de Mnémotique qui engagera 5 membres du personnel de l'asbl I&B en juillet 2006... une création qui se mettra en faillite cinq ans après.

#### Développements informatiques
On trouvera dans la Bibliographie des éléments de l'histoire des traitements informatiques et bibliques pionniers du Centre Informatique et Bible.
Plus de 150 collaborateurs divers ont contribué entre 1968 et 2018 à la création de ce pôle d'activité qui prenait le relais du Scriptorium monastique du Moyen Âge.
Ils sont tous mentionnés dans le n° 100 du bulletin Interface paru à l'occasion des 25 ans de l'asbl Informatique & Bible ainsi que dans le volume en cours de publication (2021) sur 50 années d'application de l'informatique aux textes. 
Parmi eux, et du côté du traitement des données, on peut, notamment mentionner: Jean Bajard, spécialiste du Nouveau Testament; Marc Vervenne, spécialiste du Pentateuque hébraïque (qui deviendra Recteur de la Katholieke Universiteit Leuven); Samir Arbache, spécialiste des premières traductions arabes des Évangiles (devenu professeur à l'Université Catholique de Lille); Christian Cannuyer, égyptologue et spécialiste de l'histoire des religions (devenu professeur à l'Université Catholique de Lille); etc.
Et pour les développements informatiques (principalement réalisés avec de la programmation en Assembler, COBOL, PASCAL, C++): le Fr. Éric de Borchgrave, o.s.b. (Maredsous); André Van Kerrebroeck (gestionnaire de l'IBM Series/1 (en), premier ordinateur implanté à Maredsous en 1979); Yolande Juste (cheville ouvrière de presque tous les projets importants d'I&B: gestion du Series/1; photocomposition automatisée des différents ouvrages publiés par I&B en collaboration étroite avec l'Imprimerie Nationale de Paris pour la photocomposition programmée sur Hell-Digiset Siemens; première base de données de la totalité du texte hébreu massorétique de la Bible sur PC; création de programmes de gestion de la catalographie sur PC pour les Bibliothèques (Debora); adaptation européenne du programme américain de gestion des paroisses (DEPP); adaptation des données bibliques pour la recherche avec le moteur FindIt; création des moteurs de recherche Heuriciel, Nauticiel, puis Knowhowsphere; création de sites web divers pour I&B, Maredsous et son Collège, etc; gestion conservatoire de l'ensemble des données électroniques d'I&B; gestion des grandes migrations électroniques depuis l'EBCDIC vers l'ASCII puis l'UNICODE et des JCL/IBM vers le DOS et les versions successives de WINDOWS et les interfaces pour Internet, puis les smartphones; elle a dirigé l'informatique d'Informatique & Bible de 1984 à 2014 et sera un des principaux créateurs du musée de l'informatique NAM-IP à partir de 2013).
Parmi les principales applications informatiques: la typographie programmée de la totalité des publications imprimées produites par le C.I.B. entre 1974 et 2014, ainsi que les versions sur support électroniques ou en ligne (Minitel, puis Internet) de la plupart de ces publications, ainsi que la constitution d'outils pour la préservation de longues durées des données traitées.

#### De la “ Maison des Écritures[19]” au “ Numerical Artefacts Museum – Informatique Pionnière ”
Faute d'une perspective solide de pérennisation de ce type de travaux sur le site de Maredsous, l'équipe d'I&B, après avoir tenté une formule de pérennisation sous forme d'une Maison des Écritures (centre d’interprétation de la culture numérique naissante), prendra l'initiative, à partir d'octobre 2009, de la création d'un Réseau de Préservation des Patrimoines Informatiques (RePPI). Ce qui aboutira, à partir de 2013, et avec trois partenaires (Musée Unisys de Bruxelles, Musée Bull de Grimbergen et Collection Jacques Lemaire), à la création d'un Fonds “ Informatique Pionnière en Belgique – Baanbrekende Informatica in België ” au sein de la Fondation Roi Baudouin. Ce Collectif fera naître le Computer Museum NAM-IP dans l'ancien Hall Omnisports de l'école Saint-Aubain à Salzinnes (Namur), musée ouvert en octobre 2016 et dans lequel la principale application informatique présentée aux visiteurs (de l'écriture alphabétique à l'écriture numérique) embrasse l'ensemble de l'histoire des réalisations informatiques du 19e au 21e siècle,.

#### Activité vigilante
Depuis 2019-2020, et en lien avec les confinements dus à la pandémie du covid-19, R.-Ferdinand Poswick propose, en ligne dans Internet, un Magazine électronique sous le titre Interface_2020, exerçant une Veille technologique, une Veille culturelle et une Veille spirituelle par rapport à l'évolution de la réflexion planétaire en cours pour une humanité consciente de ses responsabilités planétaires à court et à long terme.

### Écrits auto-biographiques
- R.-Ferdinand Poswick, o.s.b., Rencontre, dans Vies Consacrées, 2019.2, pp. 3-14
- R.-Ferdinand Poswick et Yolande Juste, Conversions. Cinquante années d'application de l'informatique au texte (1968-2018), 535 pages, 30 x 25 cm, (à paraître).

### Liturgie
- Fr. R.-Ferdinand Poswick, Le baptistère hier, aujourd'hui, demain, dans La Lettre de Maredsous, 33ième année, n°3, juillet-sept. 2004, pp. 124-131
- Frère R.-Ferdinand Poswick, o.s.b., Lieux de culte, lieux de baptême: vers l'inventaire des fonts baptismaux du diocèse de Namur, dans Musée en Piconrue, n°86, 2e trimestre 2007, pp.29-31
- Frère R.-Ferdinand Poswick, o.s.b., Le « bac de pierre » du transept Nord de la cathédrale d'Amiens: une cuve baptismale, témoin vénérable du passage du baptême par immersion au baptême par infusion, dans Société des Antiquaires de Picardie, Bulletin des 1er et 2ième trimestres 2008, 162ième année, tome 68, n° 685-686, paru en mai 2009, pp. 267-294
- R.-Ferdinand Poswick, o.s.b. et Lambert Vos, o.s.b., Autour d'un Centenaire (1909-2009): les débuts du mouvement liturgique: Beauduin, Marmion, Festugière et ... les autres, dans Questions Liturgiques – Studies in Liturgy, Vol. 92, 2011/1, pp. 3-28

### Liturgie et Bible
- Fr. R.-Ferdinand Poswick, Hymnes et Psaumes dans la prière chrétienne des premiers siècles, dans La Lettre de Maredsous, 35ième année, n°1, janv.-mars 2006, pp. 8-14
- Fr. R.-Ferdinand Poswick, Chanter les Psaumes ou méditer le Psautier, dans La Lettre de Maredsous, 37ième année, n°3, juillet-sept. 2008, pp. 106-110
- Réginald-Ferdinand Poswick, Paul dans la liturgie et l'enseignement de l'Église, dans Liturgie, 153, juin 2011, pp. 147-185

### Pastorale Biblique
- Fr. Thierry de Béthune et Fr. R.-Ferdinand Poswick, La Bible. Petit Guide panoramique (avec un Poster), Brepols, 1986, 34 pages (+ un Poster)
- R.-F. Poswick, o.s.b., Les Parfums de la Bible, dans Lettre de Maredsous, 1993, N°2, pp. 75-80
- Ferdinand Poswick, L'Abbaye de Maredsous et le Mouvement biblique Catholique dans Audiens et Proclamans, Bulletin Dei Verbum Supplément, Catholic Biblical Federation 25 Years 1969-1994, 1994, pp. 141-145
- Ferdinand Poswick, Maredsous et la Bible, dans La Foi prise au Mot, KTO, 11 février 2018

### Bible - Exégèse
- Fr. Ferdinand Poswick, Lexique dans La Sainte Bible, (Bible de Maredsous), Brepols 1968, pp. 1599-1675
- G. Passelecq et F. Poswick, La Table Pastorale de la Bible, Lethielleux, Paris, 1974, 1214 pages
- F. Poswick, La Concordance de la Bible: Français, Hébreu, Grec, Latin, Anglais, dans La traduction de la Bible en français – Histoire, Problèmes, Méthodes et Instruments de Références, Colloque – Table ronde du CNRS et de l'Université de Nancy, 10, 11, 12 octobre 1977,  11 pages + 3
- R.-Ferdinand Poswick, o.s.b., (Éd) Bible de Maredsous, édition de promotion, Brepols, Turnhout, 1978
- R.-Ferdinand Poswick, o.s.b. (Éd.) Traduction Œcuménique de la Bible, (3 volumes), Le Livre de Poche, Paris, 1979
- R.-F. Poswick, (éditeur), Concordance de la Bible de Jérusalem, Le Cerf – Brepols, Paris-Turnhout, 1982
- R.-F. Poswick, (éditeur-coordinateur),  Commentaires chrétiens et Dictionnaire des Religions du Livre (tome X) dans André Chouraqui, L'Univers de la Bible,  (10 volumes), Lidis, Paris-Turnhout, 1982-1985
- R.-F. Poswick, (éditeur), A Concordance of the Apocrypha Deuterocanonical Books of the R.S.V., Eerdamans-Collins, Grand-Rapids-London, 1983
- Jean Bajard et R.-Ferdinand Poswick, Aspects statistiques des rapports entre la Septante et le texte massorétique, dans LXX, VII Congress of the International Organization for Septuagint and Cognate Studies, Leuven 1989, S.B.L., 1991, pp. 123-156
- R.-F. Poswick et J. Longton , éditeurs, Petit Dictionnaire Encyclopédique de la Bible, Brepols 1992,  60 pp.
- R.-F. Poswick, éditeur, La Sainte Bible (Maredsous), Brepols, 1992
- R.-F. Poswick, J. Bajard, Y. Juste et alii, Concordance de la T.O.B., Le Cerf et Société Biblique Française, Paris, 1993, XVII + 1262 pp.
- R.-F. Poswick, La Bible pastorale de Maredsous, dans Pâque nouvelle, 27ième année, 1998, n°1, pp. 50-54
- R.-Ferdinand Poswick, o.s.b., Si la Bible m'était comptée, dans JADT 1998, 4ièmes Journées Itnernationales d'Analyse Statistique des Données Textuelles, Université de Nice, 1998, pp. 517-527
- Mauro Laeng e R.-Ferdinand Poswick, Un dibattito sulle nuove tecnologie, dans Rassegna di Pedagogia – Pädagogische Umschau, LXX, 3-4, Luglio-Dicembre 2002, Roma, pp. 147-156
- Frère Ferdinand Poswick, o.s.b., L'économie et l'argent dans la tradition biblique et évangélique, dans Deus lo Vult, Bulletin de l'Ordre des Chevaliers du Saint-Sépulchre de Jérusalem, n°55, 2012, pp. 12-17
- R.-Ferdinand Poswick, O.S.B., Marc Vervenne et la numérisation de l'hébreu massorétique chez Informatique & Bible (Maredsous). Une longue collaboration, dans H. Ausloos and B. Lemmelijn (eds), A Pillard of Cloud to Guide. Text-critical, Redactionnal and Linguistic Perspectives on the Old Testament, in Honour of Marc Vervenne, Leuven, Peeters, 2014, pp. 525-535

### Monastique
- Ferdinand Poswick, o.s.b., La place du monachisme pour Kierkegaard dans les rapports Catholiques-Protestants, dans Collectanea Cisterciensia, t. 32, 1970-71, pp. 75-82
- R.-F. Poswick, o.s.b., Saint Benoît vu par Newman (Maredsous, Colloque 6-8 juillet 1980), Lettre de Maredsous, 1980, N°3, pp.13-14
- R.-F. Poswick, o.s.b., La vie monastique aujourd'hui: du retrait à l'accueil du monde? D. Hervieu-Léger, Le temps des moines (2017), dans Nouvelle Revue Théologique, tome 140, N°3, juillet-septembre 2018, pp. 467-471

### Histoire
- R. Poswick, Les del Marmol ont-ils sauvé l'esprit de Ste Thérèse d'Avila dans la Réforme du Carmel au 16e-17e siècle?, dans Les Cahiers Historiques, série VIII, N°4, 1973, pp.79-87
- Réginald-Ferdinand Poswick, Moustier-en-Fagne, le monastère de Wallers, dans Publications de la Société d'Histoire Régionale de Rance, 1970-1975, tome VIII, 1976, pp. 59-84
- Ferdinand Poswick, moine bénédictin, La Matricule de l'abbaye de Lobbes (1641-1789), I Texte, Series Lobbiensis, titre 1, Cathula, vol. N°8, Thuin, 1977, 84 pages; II. Tables, Series Lobbiensis, Titre 2, Cathula, Vol. N° 9, Thuin, 1977, 186 pages
- Yolande Juste et R.-Ferdinand Poswick (éds), Prosper Poswick, Un Journal du Concile. Vatican II vu par un diplomate belge, Éditions F.-X. De Guibert, Paris, 2008, 800 pages.
- Fr. R.-Ferdinand Poswick, o.s.b. et Christiane Soliamont, Le patrimoine de l'abbaye Notre-Dame du Vivier à Marche-les-Dames, Carnets du Patrimoine, n° 79, Institut du Patrimoine Wallon (IPW), 2011, 64 pages
- R.-F. Poswick, Compte-rendu de Philippe George, La clé-reliquaire de saint Hubert, Namur, LTO, 2019, dans Revue Bénédictine, t. 130, Fasc. 2, juin 2020, pp. 189-190

### Bible et Informatique
- Fr. Ferdinand Poswick et Fr. Éric de Borchgrave, La Bible dans la mémoire de l'humanité – Bible et Ordinateur: les étapes d'une recherche, Maredsous, 1974, 13 pages (ronéotypé)
- É. de Borchgrave et R. F. Poswick, Computer Work for Literary Production. A Particular Application for Biblical Studies, dans E. Morlet and D. Ribbens (eds), International Computing Symposium 1977, North Holland Publ. Company, 1977,  pp. 253-259
- Frère R.-Ferdinand Poswick, o.s.b., La Bible dans le Scriptorium électronique, dans La Champagne bénédictine, Contribution à l'Année Saint Benoît (480-1980), 160e volume, 1981, pp. 133-146
- R.-F. Poswick (éd.), Centre: Informatique et Bible, Maredsous, Brepols, 1981, 180 pages (listing réduit)
- R.-F. Poswick, Le nouvel ordre mondial de la recherche biblique, dans Actes du Premier Colloque International Bible et Informatique: le Texte, Louvain-la-Neuve (Belgique), 2-3-4 septembre 1985, 454 pages, pp. 277-285, Champion-Slatkin, Paris-Genève, 1986,  (ISBN 2-05-100769-1)
- R.-F. Poswick, Integrated Study of a large Text Corpus: text, grammer, lexica, translations, research: the MIKRAH project on the Hebrew Bible, dans DECUS-BELUX Symposium, Namur, 24 March 1987
- R.-F. Poswick (RFP), article Informatique et Bible dans Dictionnaire Encyclopédique de la Bible, Brepols, Turnhout, 1987, p. 614
- R.-F. Poswick et Y. Juste, Le vidéodisque et l'image biblique, dans l'Arte et la Bibbia: imagine comme esegesi biblica, Convegno Internationale, Venezia, 14-16 ottobre 1988
- R.-F. Poswick, Y aura-t-il des Systèmes Experts pour les études bibliques? dans E. Talstra (ed.), Computer Assisted Analysis of Biblical Texts, Free University Press, VU Boekhandel, Amsterdam, 1989, pp. 29-48
- R.-F. Poswick, MIKRAH-COMPUCORD : A linguistic Database on a Microcomputer for the Massoretic Text of the Bible, dans Literary and Linguistic Computing, Vol. 3, N°3, 1988, pp. 152-153
- R.-Ferdinand Poswick, Jean Bajard, Compucord de Mikrah: une base de données en accès interactif sur micro-ordinateur pour tout le texte massorétique (B.H.S.) et ses équivalents lexicaux dans la Bible anglaise (R.S.V.), dans Bible et Informatique: méthodes, outils, résultats, 2ième Colloque de l'A.I.B.I., Jérusalem, 9-13 Juin 1988, Champion-Slatkine, Paris-Genève, 1989, pp. 87-98
- R.-Ferdinand Poswick, o.s.b. et Yolande Juste, Banques de Données bibliques accessibles au grand public, dans Bible et Informatique: méthodes, outils, résultats, 2ième Colloque de l'A.I.B.I., Jérusalem, 9-13 Juin 1988, Champion-Slatkine, Paris-Genève, 1989, pp. 489-497
- J. Bajard et R.-F. Poswick, Une Concordance analytique de la Traduction Oecuménique de la Bible française (T.O.B.): Réflexions méthodologiques, dans Actes du Troisième Colloque International Bible et Informatique: Interprétation, Herméneutique, Compétence informatique, Tübingen, 26-30 August 1991, Champion-Slatkine, Paris-Genève, 1992, pp. 263-282
- R.-Ferdinand Poswick, The 4th AIBI Conference: from Old to New, dans Actes du Quatrième Colloque International Bible et Informatique: Matériel et Matière, Amsterdam, 15-18 août 1994, Champion, Paris, 1995, pp. 23-24
- R.-Ferdinand Poswick, OSB, Adresses to AIBI-6 in Stellenbosch, dans Johann Cook, Bible and Computer. The Stellenbosch AIBI-6 Conference. Proceedings of the Association Internationale Bible et Informatique : From Alpha to Byte, University of Stellenbosch, 17-21 July, 2000, Brill, Leiden-Boston, 2002, pp. XXVII-XXIX
- R.-Ferdinand Poswick, o.s.b., Informatique et Bible – 2003, dans Analecta Cracoviensia 2003 – Festschrift en hommage à Georgio Chmiel, Krakowie, 2003, pp. 231-236
- R.-Ferdinand Poswick, From Louvain-la-Neuve (1985) to El Escorial in Madrid (2008): 25 years of A.I.B.I., dans Luis Vegas Montaner et alii (eds), Computer Assisted Researcxh on the Bible in the 21st Century, Gorgias Press, 2010, pp. 3-11

### Théologie - Spiritualité
- R.-F. Poswick et alii (Groupe 8/10), (éds), Quel avenir pour les Catholiques et leur Église? Colloque à Maredsous (12 novembre 2005), Namur, Éditions Fidélité, 2006, 88 pages
- R. Ferdinand Poswick (traducteur), John Henry Newman, écrits Oratoriens, Présentation de Placid Murray, Traduction de R.-Ferdinand Poswick, Lethielleux, Paris, 2010, 440 pages
- R.-Ferdinand Poswick, osb (Maredsous), Foi en Dieu, Foi en l'Homme. Pour une expression technico-scientifique de la foi chrétienne insiprée des recherches de Pierre Teilhard de Chardin, dans Noosphère, n°9, avril 2020, pp. 45-51

### Bibliothéconomie - Bibliophilie - Archivistique
- Fr. R.-Ferdinand Poswick, o.s.b., Présentation de l'OCLC (Columbus, Dublin, Ohio, USA) dans L'Informatique et la lecture, Centre de Lecture Publique de la Communauté française, Premières Journées d'études Documentation scientifique et lecture publique, Louvain-la-Neuve, 13 et 14 mars 1981, pp. 77-80
- R.-F. Poswick, o.s.b., Maredsous, Promotion Biblique et Informatique: tests sur les empreintes, dans Nouvelles des Empreintes, 2, IRHT, Paris, 1985, pp. 16-17
- R.-F. Poswick and G. Servais, A project of Shared Cataloguing on Micro-Computers for Theological Libraries, in K.-D. Lehmann and H. Strohl-Goebel (eds), The Application of Micro-Computers in Information Documentation and Libraries, Proceedings of the Second International Conference on the Application of Micro-Computers in Information, Documentation and Libraries, Baden-Baden, F.R.G., 17-21 March 1986, North-Holland, Amsterdam, 1987, 814 pages, pp. 327-329,  (ISBN 0-444-70135-4)
- Yolande Juste et R.-Ferdinand Poswick, Préserver la mémoire et transmettre des documents dans la culture électronique, dans V. Fillieux et E. Vandevoorde (éds), Les Archives électroniques, Archives de l'Université Catholique de Louvain, 2004, pp. 71-79
- Réginald Ferdinand Poswick, Bibliophilie im electronischen Zeitalter – Zur Zukunft des Bibliophilie. Vortrag halten vor der Kölnischen Bibliotheksgesellschaft – Studienkreis Buchkultur – in der Universitäts- und Stadtbibliotheke Köln am 15.9.2011, Köln, 2013, 25 pages,  (ISBN 978-3-931596-72-9)
- R.-Ferdinand Poswick, Musées, bibliothèques, archives: même combat à l'ère électronique, dans Paul Servais et Françoise Mirguet (éds), Archivistes de 2030, Réflexions prospectives, Academia, Louvain-la-Neuve, 2015, pp. 359-367
- R. Ferdinand Poswick, Liège et les incunables - Luttich und die inkunabeln, Les Acteurs du Savoir, Août 2023,  (ISBN 978-2-38359-078-1)

### Communication
- R.-Ferdinand Poswick, Dictature de l'Audience: Kierkegaard l'avait bien dit!, dans MédiasPouvoir, n°3, Juin 1986, pp. 71-76
- R.-F. Poswick, J. Hanotte, Un videotex du domaine religieux: PROBITEL, dans L'Entreprise et l'homme, 1988, n°4, pp. 148-149
- R.-F. Poswick et alii (éditeurs), International and  Ecumenical Seminar on  the Chruches, Videotex and Telematics – Sixième Séminaire International et Oecuménique sur les Églises, le Vidéotex et la Télématique, Maredsous, 1-4 juin 1988, coll. Debora, n°4, Maredsous, 1988, 144 pp.
- R.-Ferdinand Poswick, Lire demain. Liseuses et téléphones mobiles, dans Choisir, n° 619-620, juillet-août 2011, pp. 29-32

### Informatique
- R.-F. Poswick, o.s.b., ICG 77: l'ordinateur en 1977, Lettre de Maredsous, 1977, N°2, pp. 12-14
- R.-F. Poswick, o.s.b., L'industrialisation des facultés mentales, dans UNDA informations mondiales, édition française, 1982, vol. VI, N°5, Informatique-Télématique, p. 1
- J. Berleur, R. Dutilleul, F. Poswick, G. Rainotte, Ph. Van Bastelaer, (éds),  Une Société informatisée, pour qui?pour quoi? Comment?, Actes des Journées de Réflexion sur l'Informatique, Travaux de l'Institut d'Informatique des Facultés Notre-Dame de la Paix (Namur), N°7, Presses Universitaires de Namur, Namur, 1982, 542 pages ,  (ISBN 2-87037-082-2)
- J. Berleur, R. Dutilleul, F. Poswick, G. Rainotte, Ph. Van Bastelaer, (éds),  Une Société informatisée, pour qui?pour quoi? Comment?, Actes des Journées de Réflexion sur l'Informatique 21-23 mai 1982, Conclusions et Recommandations. Travaux de l'Institut d'Informatique des Facultés Notre-Dame de la Paix (Namur), N°7, Presses Universitaires de Namur, Namur, 1982,  (ISBN 2-87037-077-6)
- R.-F. Poswick, o.s.b., Langage informatisé et communication sociale, dans 3d International Seminar: videotex and the Church, Durham, 11-14 juillet 1984, dans Le vidéotex et l'Église, Office des Communications sociales, Montréal, Québec, 1984, pp. 8-13, et dans Communication humaine aujourd'hui, Chrétiens-Médias, 79 (1984), Paris, pp. 39-44
- R.-F. Poswick et G. Thill, Position liminaire relative au domaine « éducation et informatique » dans Berleur J. et alii, L'appropriation sociale de l'informatique ... Actes des 2ièmes Journées de Réflexion sur l'Informatique, Namur, 30 août- 1er septembre 1984, pp. 117-124
- Fr. Réginald-Ferdinand Poswick, Informatique et Information, dans Droit à l'information, droit à la formation. Quelques aspects de la communication à l'aube du XXIe siècle. Actes du Colloque organisé à Tournai les 17, 18 et 19 mai 1984 par le Centre de Lecture publique de la Communauté française, 1984, 370 pages,  (ISBN 2-87130-003-8), pp. 143-149
- Dom R.-Ferdinand Poswick, Quel humanisme pour la culture de l'ère électronique? Dans Petrofina Information – Bulletin du Personnel de Petrofina, n° 53, décembre 1985, pp. 12-16.
- R.-F. Poswick, Informatique et Information, dans Droit à l'information, droit à la formation: quelques aspects de la communication à l'aube du XXIe siècle, Actes du Colloque organisé à Tournai (17-19 mai 1984) par le C.L.P.C.F., Liège, 1986, pp. 143-149
- R.-F. Poswick, Intelligence Artificielle: une modification du comportement humain, dans Symposium « Décision et Intelligence artificielle », 11e Congrès International de Cybernétique, Namur, 25-28 août 1986, pp. 36-43
- R.-F. Poswick, Une télématique belge? Options et enjeux ..., dans Journal de Réflexion sur l'Informatique, n°8, Décembre 1987, pp. 3-7
- R.-F. Poswick, o.s.b., Full-Text Retrieval on Micocomputers, dans Literary and Linguistic Computing, Vol. 4, N°2, 1989, pp. 108-114
- R.-F. Poswick, Software design and programming, Presentation,   dans Actes du Troisième Colloque International Bible et Informatique: Interprétation, Herméneutique, Compétence informatique, Tübingen, 26-30 August 1991, Champion-Slatkine, Paris-Genève, 1992, pp. 317-318
- Fr. R.-Ferdinand Poswick, o.s.b., Tendances dans le stockage et la distribution électronique, dans Revue (LASLA), Liège 27/1991/n° 1 à 4, pp. 185-192
- Fr. R.-Ferdinand Poswick, o.s.b., Langage de l'informatique, dans REVUE Informatique et Statistique dans les Sciences humaines, (LASLA), 29ième année, 1993, n°1 à 4, pp. 107-112

### Culture - Humanisme - Réflexion critique
- R.-F. Poswick, Quel humanisme pour la culture de l'ère électronique? dans L'Entreprise et l'homme,  1988, n°4, pp. 133-136
- Ferdinand Poswick, Intelligence artificielle: une modification du modèle scientifique et du comportement du chercheur en sciences humaines, dans Gilles Bernard et R.-Ferdinand Poswick (éds), Les Chemins du Texte, Symposium pluridisciplinaire, Université de Paris VIII, 23-24 Juin 1989, Champion-Slatkine, Paris-Genève, 1990, pp. 137-163
- R.-F. Poswick, o.s.b., « Message chrétien et culture informatique », dans Esprit et Vie, l'Ami du clergé, n°20, 17 mai 1990, pp. 273-280
- R.-Ferdinand Poswick, o.s.b., Mensaje cristiano y cultura informática, dans Cuadernos Monásticos, 103, Anno XXVII, octubre-diciembre 1992, pp. 493-502
- R.-Ferdinand Poswick, o.s.b., L'écriture électronique: une mutation d'humanité, dans Choisir, n° 609, septembre 2010, pp. 25-28
- R.-Ferdinand Poswick, Al Gore et le pape François: même combat?, dans Revue Générale, 150ième année, 11/12, novembre-décembre 2015, pp. 27-30
- R.-Ferdinand Poswick, La révolution du travail à l'heure numérique, dans Choisir, n°675, mars 2015, pp. 24-28
- R.-Ferdinand Poswick, osb, À l'âge numérique, autre homme, autre chrétien, dans Choisir, 693, octobre-décembre 2019, pp. 52-54
- Fr. R.-Ferdinand Poswick, Interface_2020, dans La Lettre de Maredsous, 49e année, N°2, août 2020, pp. 102-103

### Bases de Données
- R.-F. Poswick, J. Bajard, Y. Juste et alii, Œuvres complètes de S. Jean-Baptiste de la Salle, Études Lasalliennes, 1993, 1576 pp.
- F. Poswick, Le Vénérable Pio Bruno Lanteri et la Bible, dans Lanterianum, Nuova Serie, Vol. IX, n°1, Settembre 2001, pp. 88-98

### Bienheureux Columba Marmion
- Fr. R.-Ferdinand Poswick, Un tableau des Bassano au Mont-Cassin à l'origine de la vocation bénédictine du Bienheureux Columba Marmion, dans La Lettre de Maredsous, 31ième année, n°4, oct.-déc. 2002, pp. 152-164
- Fr. Réginald-Ferdinand Poswick, Un texte inédit de Dom Marmion, dans La Lettre de Maredsous, 32ième année, n°4, oct./déc. 2003, pp. 141-148
- Fr. R. -Ferdinand Poswick, L'ultime pèlerinage du Bx Columba Marmion (Lourdes, 18-26 septembre 1922) dans La Lettre de Maredsous, 33e année, avril-juin 2004, pp. 70-76
- R.-Ferdinand Poswick, Prier 15 jours avec Columba Marmion, Abbé de Maredsous, Nouvelle cité, 2004, 128 pages
- Mark Tierney, R.-Ferdinand Poswick, Nicolas Dayez, Columba Marmion. Correspondance 1881-1923, F.-X. De Guibert, Paris, 2008, 1362 pages
- Fr. R.-Ferdinand Poswick, Un pèlerinage en Irlande, dans La Lettre de Maredsous, 39ième année, n°3, juillet-sept. 2010, pp. 120-123
- Fr. R.-Ferdinand Poswick, Compte-rendu de Bienheureux Columba Marmion, Le chemin de la Croix et les Mystères du Rosaire, Le Laurier, Paris, 2019, dans La Lettre de Maredsous, 48e année, N° 2, août 2019, pp. 106-107

### Littérature - Art
- F. P., traduction française de 7 pièces poétiques tirées de Joyce Carol Oates, The Fabulous Beasts (A.C. Smith, Louisiana, Baton Rouge, 1975) dans Simulacres, n° 13-14, Hiver 1986-87, pp. 90-111
- R.-F. Poswick, J. Bajard, J. Longton, (traduction et adaptation) Dinzelbacker, Dictionnaire de la Mystique, Brepols, 1993, 788 pp.
- R.-F. Poswick, Église de Chine,  dans Pâque Nouvelle, 26ième année, 1997, N.1, pp. 11-18

- Yolande Juste et R.-Ferdinand Poswick, Écrire avec la pierre. La sculpture Inuit de Baker Lake, (exposition à la Bibliothèque Wittockiana, janvier-mars 2010), Maredret, 2009, 68 pages
- R.-Ferdinand Poswick et Isolde Dumke, Paul Claudel und Israel, dans Edith Stein Jahrbuch, 2011, pp. 63-70
- Fr. R.-Ferdinand Poswick, Compte-rendu de Amélie Nothomb, Soif, Paris, Albin-Michel, 2019, dans La Lettre de Maredsous, 49e année, N°1, avril 2020, pp. 60-62